# Lutherische Kirchen und Gemeinschaften mit byzantinischem Ritus
Lutherische Kirchen und Gemeinschaften mit byzantinischem Ritus verwenden in ihren Gottesdiensten die Liturgie nach byzantinischem Ritus.

## Liturgie
Die Liturgie ist in einer Form gestaltet, die stark an der Liturgie der orthodoxen Kirchen byzantinischer Herkunft angelehnt ist. Es gibt teilweise einige kleine Veränderungen und die Liturgie wird in der jeweiligen Landessprache gehalten.
Die Ukrainische Lutherische Kirche verwendet auch noch den Julianischen Kalender wie viele orthodoxe Kirchen.

## Geschichte
1933 wurde erstmals eine lutherische Liturgie nach byzantinischem Vorbild geschaffen, durch Pfarrer Teodor Jartschuk für die Ukrainische Evangelische Kirche Augsburgischen Bekenntnisses in Polen. Diese hatte eine revidierte Fassung der Liturgie der Ukrainischen Autokephalen Orthodoxen Kirche in ukrainischer Sprache zur Vorlage. Einige Teile wurden nach der lutherischen Theologie leicht verändert.
Die neu gegründete Ukrainische Lutherische Kirche übernahm seit 1996 diese Liturgie. Einige wenige andere lutherische Gemeinschaften schufen ebenfalls eigene Liturgien nach byzantinischem Vorbild.

## Kirchen und Gemeinschaften
Deutschland
- Konvent des Heiligen Josef von Arimathäa (vormals: Ostkirchlicher Konvent)[2]

Slowenien
- Evangelische Kirche Augsburgischen Bekenntnisses in Slowenien

Ukraine
- Ukrainische Lutherische Kirche

USA
- Grand Canyon Synod in der Evangelisch-Lutherischen Kirche in den USA
- St. Valentine’s Fellowship